# 高橋忠之
高橋 忠之（たかはし ただゆき、1956年3月1日 - ）は、フィギュアスケート選手、コーチ。1984年サラエボオリンピックアイスダンス日本代表。同大会の開会式で日本選手団の旗手を務める。明治大学卒業。パートナーは佐藤紀子。

## 経歴
当初は坂野幸子とカップルを組み、鹿毛ゆみ子とカップルを組んでいたが、1979年より佐藤紀子と組む。1979年から1985年まで全日本フィギュアスケート選手権7連覇を達成。1984年サラエボオリンピックに初出場し17位となる。
1984年プラハスケートで国際大会初優勝を果たし、1985年東京で開催された世界フィギュアスケート選手権では13位となる。これを最後にアマチュア競技者として引退。
引退後、プリンスホテルが主催するアイスショー、プリンスアイスワールドの一員となり長年活躍する。プロスケーターに転向後はコーチとして活動している。

## 主な戦績
| 大会/年      | 76-77 | 77-78 | 78-79 | 79-80 | 80-81 | 81-82 | 82-83 | 83-84 | 84-85 |
| ------------ | ----- | ----- | ----- | ----- | ----- | ----- | ----- | ----- | ----- |
| オリンピック |       |       |       |       |       |       |       | 17    |       |
| 世界選手権   |       |       | 19    | 15    | 16    | 15    | 14    | 17    | 13    |
| 全日本選手権 | 2     | 2     | 1     | 1     | 1     | 1     | 1     | 1     | 1     |